# Katharina Kippenberg

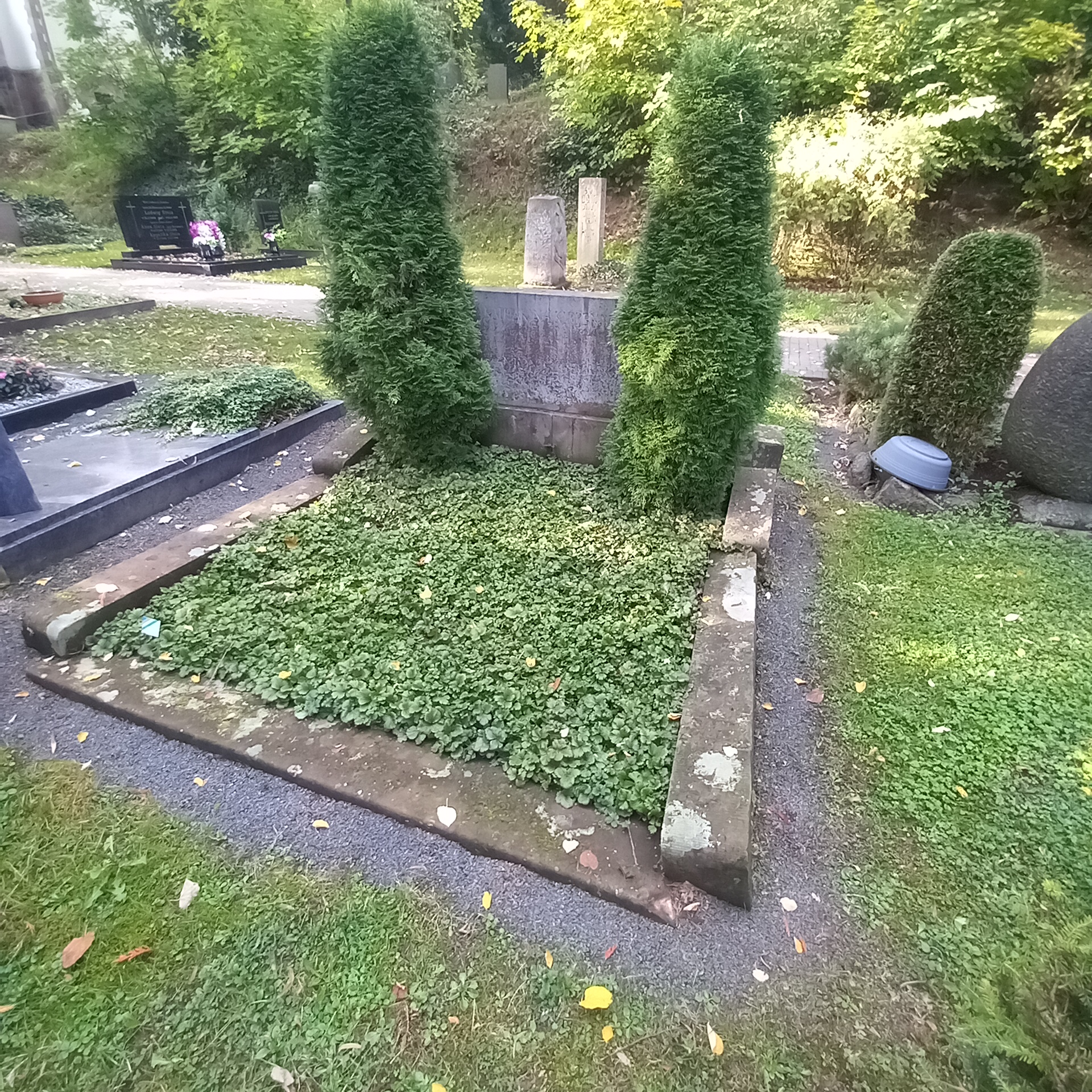
Das Grab von Katharina Kippenberg und ihrem Ehemann Anton auf dem Hauptfriedhof Marburg

Katharina Kippenberg (* 1. Juni 1876 in Hamburg als Katharina von Düring; † 7. Juni 1947 in Frankfurt am Main) war eine bedeutende Förderin der deutschen Literatur, Herausgeberin und Lektorin sowie Mitarbeiterin des Insel Verlags.

## Familie und Ausbildung
Katharina Kippenberg kam als vierte Tochter des Hamburger Kaufmanns Hermann Hartwig von Düring, dessen Familie aus Bremen stammt, und seiner Frau Marie Neubourg zur Welt. Nach ihrer Schulausbildung war sie von 1903 bis 1905 an der Universität Leipzig als Gasthörerin – wahrscheinlich bei philologischen, historischen und philosophischen Vorlesungen – eingeschrieben, da sich Frauen an der Alma mater lipsiensis erst ab 1906 offiziell immatrikulieren konnten.
Am 12. Dezember 1905 heiratete sie den Verleger Anton Kippenberg, den sie im selben Jahr auf einer Tagung der Goethe-Gesellschaft in Weimar kennengelernt hatte. Aus der Ehe gingen zwei Töchter, Jutta und Bettina, hervor.

## Berufliches Wirken
Katharina Kippenberg arbeitete im Verlag ihres Mannes, dem Insel Verlag in Leipzig, mit. 1914 engagierte sie sich im Ausstellungskomitee der von Ludwig Volkmann organisierten „Internationalen Ausstellung für Buchgewerbe und Graphik“ (Bugra) 1914 in Leipzig, wo sie die Unterabteilung „Buchillustration“ innerhalb der Sondergruppe „Die Frau im Buchgewerbe und in der Graphik“ leitete und sich intensiv um eine umfangreiche Beschickung der Ausstellung auf buchkünstlerisch hohem Niveau bemühte.
Während des Ersten Weltkrieges musste sie aufgrund kriegsbedingter Abwesenheit ihres Mannes sogar die Verlagsleitung übernehmen. Am 5. Mai 1918 erhielt sie für den Insel Verlag Prokura und wurde 1922 dessen Kommanditistin.
Ihr Hauptaugenmerk richtete sie auf die Förderung junger deutscher Dichter, wie ab 1916 Johannes R. Becher, mit dem sie eine lebenslange Freundschaft verbinden sollte, und seit Anfang der 1930er Jahre Edzard Schaper. Besonders widmete sie sich dem Werk des zum Insel Verlag gestoßenen Rainer Maria Rilke, der einer der wichtigsten Autoren des Verlags wurde und der sich nicht zuletzt durch den Arbeits- und persönlichen Kontakt zu ihr dem Verlag sehr verbunden fühlte. Über diesen Dichter schrieb sie 1935 eine Biographie: Rainer Maria Rilke. Ein Beitrag.
Bereits 1917 bemühte sie sich – allerdings vergeblich – um eine Fortsetzung der 1915 von ihrem Mann mit Hugo von Hofmannsthal als Herausgeber edierten Buchreihe Österreichische Bibliothek, als diese vor allem kriegsbedingt ins Stocken kam. Später gab sie mehrere Bände der seit 1912 im Verlag mit überwältigendem Erfolg erschienenen Insel-Bücherei heraus, wie Deutsche Choräle  (IB 155), Zelter auf Reisen (IB 244/2), Rilke: Gedichte (IB 400 und 480), Deutsche Gedichte  (IB 512), Friedrich Schiller: Gedichte (IB 525/A), oder Georg Trakl: Gesang des Abgeschiedenen (IB 436/A).
Katharina Kippenberg erhielt kurz vor ihrem Tod von den Philosophischen Fakultäten der Universitäten Leipzig (22. Mai 1946) und Marburg (1. Juni 1946) die Ehrendoktorwürde, womit ihr Lebenswerk gewürdigt wurde. Nach Marburg war die Familie Kippenberg nach der Zerstörung ihres Wohnhauses („Palazzo Chippi“) in Leipzig-Gohlis bei einem Bombenangriff im Februar 1945 mit den im Juni 1945 aus Leipzig abziehenden amerikanischen Besatzungstruppen übersiedelt, um dort eine Zweigstelle des Insel Verlages aufzubauen.

## Zeitzeugen
„Im übrigen ist sie die intellectuell begabteste Frau, die mir je vorgekommen ist, auch von grossem Feingefühl und Ernst in der Ergründung der Dinge des Lebens, der Kunst und der Philosophie.“ – schrieb Oskar Kohnstamm über sie am 22. Mai 1913 an Ernst Hardt.

## Schriften
- Hermann Hartwig von Düring. Ein Bild seines Lebens. Leipzig 1930 (Privatdruck)
- Rainer Maria Rilke. Ein Beitrag. Leipzig, Insel Verlag 1935